# رشته‌کوه بیسمارک
رشته‌کوه بیسمارک (به انگلیسی: Bismarck Range) رشته‌کوهی واقع در پاپوآ گینه نو است که بخش شمال شرقی ارتفاعات مرکزی این کشور را تشکیل می‌دهد. کوه ویلهلم که بلندترین کوه پاپوآ گینهٔ نو است در این رشته‌کوه قرار دارد.

## مشخصات
رشته‌کوه بیسمارک در منطقه‌ای گرمسیری قرار دارد با وجود این ارتفاعات آن معمولاً پوشیده از برف است. دامنه‌های این کوه تا ارتفاع ۳۴۰۰ متری  پوشیده از جنگل است اما از این ارتفاع به بالا توندراهای بی‌درخت و دشت‌های برفی مشاهده می‌شود. چندین رودخانه از جمله رامو، سپیک و پوراری از این رشته‌کوه سرچشمه می‌گیرند. 
کوه ویلهلم به ارتفاع ۴٬۵۰۹ متر بلندترین نقطهٔ رشته‌کوه بیسمارک را تشکیل می‌دهد.

## تاریخچه اکتشاف و نام‌گذاری
گ. اِ فون شلاینیتز، سیاح و کاشف آلمانی در سال ۱۸۸۶ به این رشته‌کوه رسید و آن را به افتخار اتو فون بیسمارک، صدراعظم آلمان، رشته‌کوه بیسمارک نامید. کوه ویلهلم نیز به افتخار یکی از پسران بیسمارک چنین نامگذاری شده است. این موضوع یادآور اشغال شمال شرقی گینه نو توسط آلمان‌ها در فاصلهٔ دههٔ ۱۸۸۰ تا ۱۹۱۴ است.